# Sprei in Brabantse kloskant
De Sprei in Brabantse kloskant is een 18e-eeuwse sprei of vloerkleed uit kloskant, vervaardigd in Brussel een stad in de toenmalige Belgische provincie Brabant.

## Beschrijving
De sprei vertoont motieven van de bloemen, bijen, vruchten en vlinders die verwijzen naar vruchtbaarheid. De palmbomen, druiventrossen en korenaren zijn religieuze symbolen die de eucharistie verbeelden. 

## Achtergrond
Waarschijnlijk was dit textielstuk een voetsprei voor het bed van een adellijk paar. Het bed was in die tijd het pronkstuk van de slaapkamer en trok de aandacht wanneer hoog bezoek werd ontvangen. Mogelijk was het een huwelijkscadeau. Gezien de sprei is vervaardigd uit een aantal kleine stukjes kant, werkten er hoogstwaarschijnlijk tientallen kantwerksters aan. Het wordt beschouwd als een voorbeeld van kantwerk dat de toppositie in binnen- en buitenland van Brusselse kant illustreert.

## Geschiedenis
De Sprei in Brabantse kloskant werd in 2015 verworven door het Fonds Léon Courtin-Marcelle Bouché, onder beheer van het Erfgoedfonds van de Koning Boudewijnstichting. De sprei is tentoongesteld in het ModeMuseum Antwerpen.